# Quantisierungskennlinie
Die Quantisierungskennlinie beschreibt grafisch den Zusammenhang zwischen dem Eingangssignal (z. B. eine stufenlos änderbare elektrische Spannung) und dem Ausgangssignal eines Quantisierers. Ihr Verlauf ist treppenförmig.
Der Messbereich des Eingangssignals wird in Intervalle unterteilt. Die Quantisierungsstufe ist der Ausgabewert, auf den alle Werte aus einem Intervall abgebildet werden.

## Lineare Quantisierung
Eine lineare Quantisierungskennlinie hat über den gesamten Darstellungsbereich gleich breite Stufen; im Grenzfall extrem kleiner Stufen erscheint sie als Gerade. Solche Kennlinien werden in der Messtechnik und in der Telekommunikation bei hochwertigen Signalen genutzt, wie z. B.: Audio-CD-Format (16 Bit), ADAT (16 Bit), AES/EBU (16, 20 oder 24 Bit). Je weniger ein Signal einen gegebenen Wertebereich (Messbereich) ausschöpft, desto deutlicher macht sich die Stufung als relative Quantisierungsabweichung oder Quantisierungsrauschen bemerkbar. Da bei den genannten Audioquellen die Auflösung von vornherein schon groß ist, ist eine Komprimierung (auch Kompandierung genannt) in den „leiseren“ Bereichen, also den Bereichen mit geringerer Spannung, nicht nötig und auch nur schwer möglich.

## Nichtlineare Quantisierung
Eine nichtlineare Quantisierungskennlinie hat innerhalb ihres Wertebereiches bei kleineren Signalen eine feinere Stufung. Solche Kennlinien werden bei Audio- und Videosignalen verwendet, um diese zu komprimieren. Das menschliche Gehör nimmt dadurch die Stufung bei leisen Signalen in geringerem Umfang wahr als bei linearer Kennlinie. Eine logarithmische Quantisierung strebt ein Signal-Rausch-Verhältnis (engl. SNR) an, das über einen weiten Dynamikbereich eines Audiosignals konstant ist.
Die Quantisierungskennlinien des A-law- und µ-law-Verfahrens werden in der PCM-Technik der digitalen Telefonnetze verwendet.
Auch die digitale Videotechnik verwendet nichtlineare Quantisierungskennlinien. In detailschwachen und ruhigen Bildstellen können mehrere Pixel zu sogenannten Makroblöcken zusammengefügt werden.

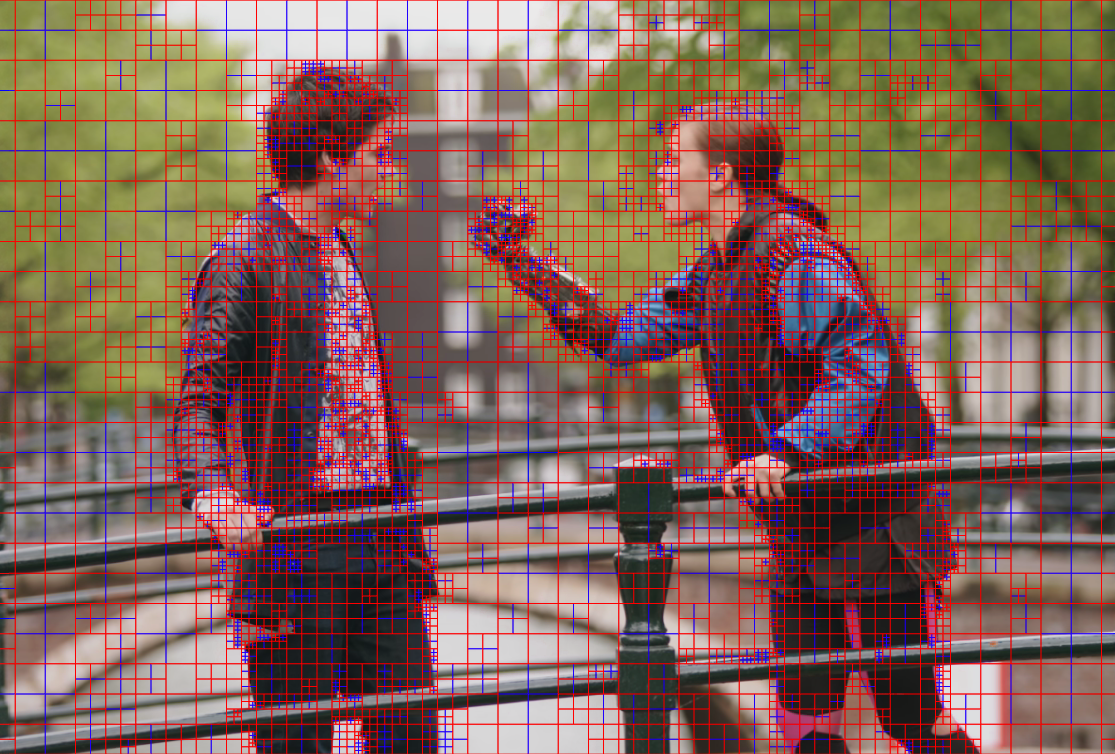
Ein Videoframe, das in Makroblöcke aufgeteilt wurde.

## Quantisierungsstufen

### Anzahl und Breite

Kennlinie für einen AD-Umsetzer mit gleich großen Stufen und einer Auflösung von 2 Bit

Bei dieser Kennlinie ist die Anfangsstufe nur ½ breit und die Endstufe ³/_{²}.

Die Anzahl der Stufen, mit denen das analoge Signal quantisiert wird, bestimmt die Auflösung der Quantisierung. Eine Darstellung durch {\displaystyle n} Binärstellen erzeugt {\displaystyle 2^{n}} Stufen. Bei einer linearen Kennlinie lässt sich ein Intervall von 0 bis {\displaystyle U_{r}} in Stufen der Breite
{\displaystyle U_{q}={\frac {U_{r}}{2^{n}}}}
unterteilen. Das Bild erläutert dieses in einer groben Auflösung mit {\displaystyle n=2}, hier gibt es vier Stufen:
| horizontal                                           | vertikal binär | vertikal dezimal |
| ---------------------------------------------------- | -------------- | ---------------- |
| 0 … ¼ {\displaystyle U_{r}}                          | 00             | 0                |
| ¼ {\displaystyle U_{r}} … ½ {\displaystyle U_{r}}    | 01             | 1                |
| ½ {\displaystyle U_{r}} … ¾ {\displaystyle U_{r}}    | 10             | 2                |
| ¾ {\displaystyle U_{r}} …{\displaystyle \quad U_{r}} | 11             | 3                |

Hinweis: In der Digitaltechnik ist es üblich, nicht ab 1 zu nummerieren, sondern ab 0.
Eine 8-Bit-Auflösung, wie sie in Telefonnetzen und in weiten Teilen auch bei der Digitalisierung von Videosignalen üblich ist, erzeugt 256 Quantisierungsstufen (mit den Werten 0 … 255). (Bei der Videotechnik sind die Werte 0 und 255 ausgespart: Sie dienen der Erzeugung der Synchronsignale). Der damit erreichbare Pegelbereich des analogen Signals wird als Systemdynamik bezeichnet. Logarithmische Kennlinien vergrößern die Systemdynamik.
Die relative Auflösung berechnet sich mit {\displaystyle {\tfrac {\Delta U}{U_{r}}}}, dabei ist {\displaystyle \Delta U} die Breite der Stufen. Das Signal-Rausch-Verhältnis SNR ergibt sich zu
SNR = {\displaystyle n} · 6,02 dB + 1,76 dB.
Für eine lineare Stufung erhält man folgende Wert:
| Anzahl der Stellen | Anzahl der Stufen | Relative Auflösung {\displaystyle \Delta U_{r}/U_{r}} | SNR    |
| ------------------ | ----------------- | ----------------------------------------------------- | ------ |
| 8 Bit              | 256               | 3,9 mV/V                                              | 50 dB  |
| 16 Bit             | 65536             | 15,3 μV/V                                             | 98 dB  |
| 24 Bit             | 16777216          | 60 nV/V                                               | 146 dB |

Wird der Signalbereich nur zu 10 % ausgenutzt, so sinkt das SNR um 20 dB.

### Hinweis auf inkonsequente Darstellung
Beispiel 1

Auflösung eines Spannungsbereiches in 4 Binärwerte (mit Wertebereich 00 … 11)
und Hinzufügung von 4 weiteren auf 8 Werte (Wertebereich 000 … 111)

Der Spannungsbereich 0 … 10 V wird dargestellt durch 2 Bit in linearer Zuordnung auf die möglichen 4 Werte:
a) In der Literatur anzutreffende Darstellung: Der kleinste Binärwert gehört zur kleinsten Spannung, der größte Binärwert zur größten Spannung.
00 ↔ 0 V; 01 ↔ 3,3 V; 10 ↔ 6,7 V; 11 ↔ 10 V
{\displaystyle U_{q}={\frac {10\,\mathrm {V} }{2^{n}-1}}=3{,}3\,\mathrm {V} }
Zu dieser Darstellung gehört in nebenstehendem Bild die Zeichnung oben links.
An diese 4 Binärwerte mögen weitere 4 Binärwerte angefügt werden mit entsprechend größerem Spannungsbereich und größeren Wertevorrat 000 … 111.
Die Verfechter der vorstehenden Auffassung mögen bitte die Zeichnung weiterführen.
b) Oben verwendete Darstellung: Zu jeder Quantisierungsstufe gehört eine Schrittweite, auch zur letzten. Der Spannungsbereich geht vom linken Rand der ersten Stufe bis zum rechten Rand der letzten Stufe gemäß der Tabelle oben:
00 ↔ 0 … 2,5 V; 01 ↔ 2,5 … 5 V; 10 ↔ 5 … 7,5 V; 11 ↔ 7,5 … 10 V
{\displaystyle U_{q}={\frac {10\,\mathrm {V} }{2^{n}}}=2{,}5\,\mathrm {V} }
Zu dieser Darstellung gehört die Zeichnung unten links.
Die Anfügung der 4 Binärwerte ist möglich mit durchgehend gleich hohen Stufen und gleich breiten Schritten, die jetzt bis 20 V reichen, siehe Zeichnung unten rechts.
Beispiel 2
Dieses ist ein zwar nicht binäres, aber digitales Beispiel: Eine Bahnhofsuhr lässt ihren Minutenzeiger jede Minute um einen Schritt vorspringen mit den möglichen Werten 00 … 59. Für einen Umlauf von einer Stunde: Je nach Darstellung müssten dazu 59 oder 60 Schritte erforderlich sein.

## Bipolare Eingangsspannung

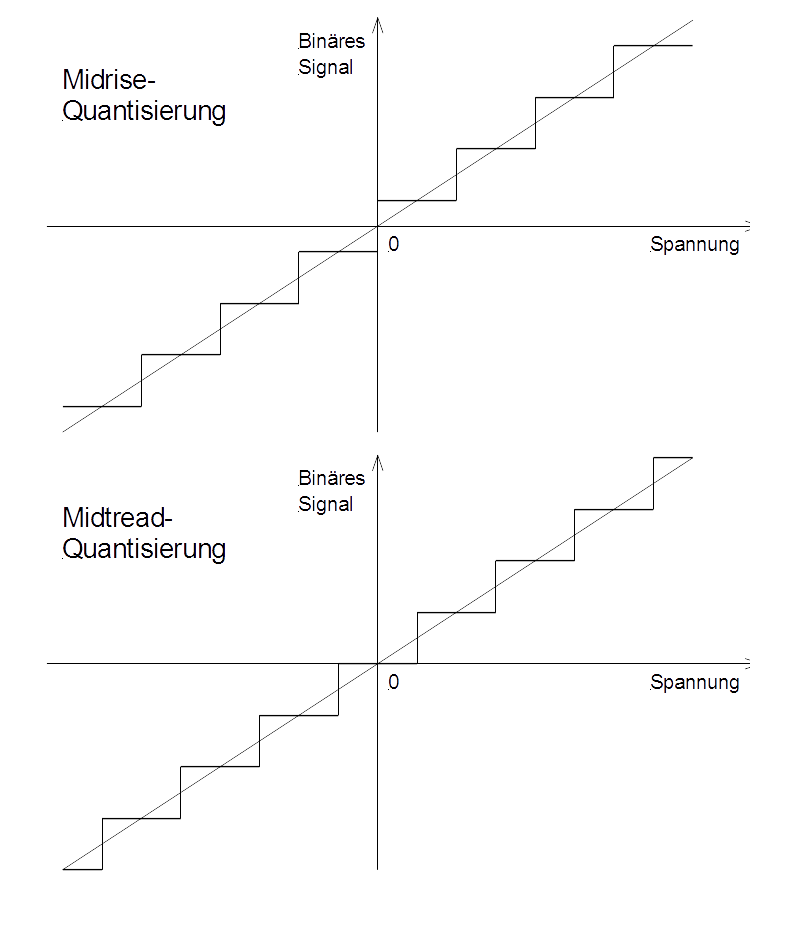
Quantisierungsarten bei bipolarer Eingangsspannung

Die bisher gezeigten Kennlinien gelten für einen unipolaren Spannungsbereich {\displaystyle 0\;\ldots \;U_{r}}. Für einen bipolaren Spannungsbereich {\displaystyle -U_{r}\;\ldots \;+U_{r}} soll sich der treppenförmige Verlauf ohne Bruch am Nullpunkt fortsetzen. Dazu ergeben sich die zwei als „midtread“ und „midrise“ bezeichneten Möglichkeiten, siehe Bild.
In der Praxis weisen midrise-Quantisierer ein leichtes Rauschen auf, wenn kein Eingangssignal anliegt oder das Eingangssignal null ist, da durch das thermische Rauschen ständig zwischen der Quantisierungsstufe über und unter null hin und her gesprungen wird. Ein midtread-Quantisierer liefert hier, z. B. in Sprechpausen, ein rauschfreies („stilles“) Signal.